# 帯広警察署

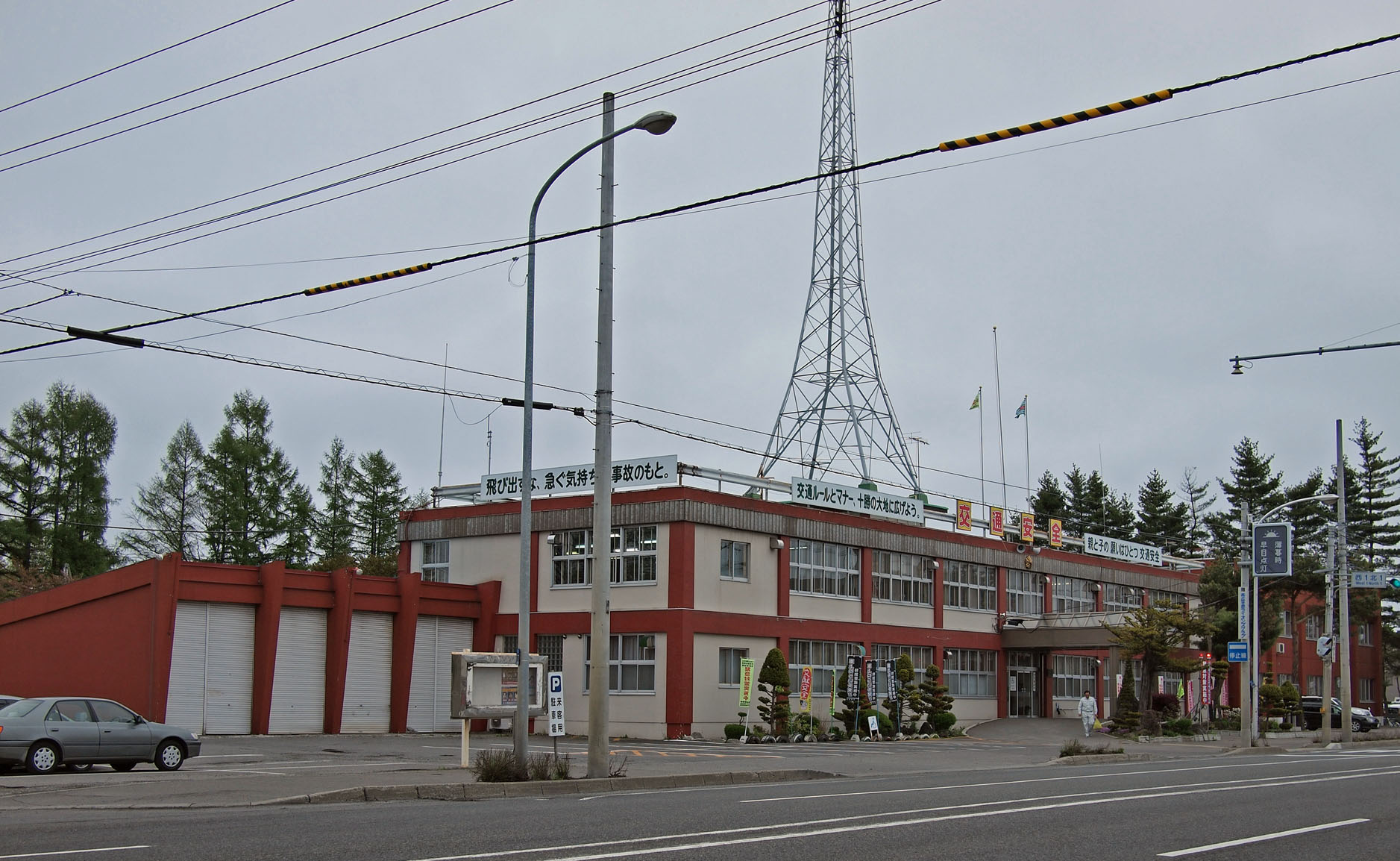
旧庁舎（2010年5月）

帯広警察署（おびひろけいさつしょ）は、北海道警察釧路方面本部が管轄する警察署の一つである。日本国内で最も管轄区域が広い警察署であり、面積は東京都の約1.5倍ある。国道38号沿いに立地しており、近接する国道236号・国道241号との交点付近には十勝機動警察隊がある。

## 沿革
- 1895年（明治28年）：釧路警察署の付属分署となる下帯広分署設置。
- 1897年（明治30年）：下帯広警察署となる。
- 1902年（明治35年）：帯広警察署と改称。
- 1948年（昭和23年）：旧警察法施行に伴い、自治体警察が帯広市、新得町、清水町、芽室町、幕別町に設置され、他の町村を管轄する国家地方警察釧路方面帯広地区警察署が発足。
- 1954年（昭和29年）：「警察法」改正に伴い、北海道警察が発足。北海道釧路方面帯広警察署となる。
- 1961年（昭和36年）：旧庁舎完成。
- 2006年（平成18年）：広尾郡忠類村が中川郡幕別町に編入合併したことにより、忠類駐在所が広尾警察署から移管となる。
- 2018年（平成30年）：新庁舎完成[2]。

## 組織
- 署長（警視正）
  - 副署長（警視）
  - 警務官兼警務課長（警視）
    - 警務課（警務係、犯罪被害者支援係、相談係）
    - 留置管理課（管理係）

  - 会計課（会計係）
  - 刑事・生活安全官（警視）
    - 刑事第一課（強行犯係、鑑識係）
    - 刑事第ニ課（知能犯係、組織犯罪対策係、薬物銃器対策係）
    - 刑事第三課（指導係、盗犯係）
    - 生活安全課（生活安全係、少年係、生活経済・保安係、許可係）

  - 地域官兼地域課長（警視）
    - 地域課（企画係、指令係、実務指導係、地域係、自動車警ら係）

  - 交通官（警視）
    - 交通第一課（企画・規制係、指導係）
    - 交通第二課（捜査係）

  - 警備課（公安係、外事係、警備係）

## 交番・駐在所
括弧内は所在地を表す。

### 帯広市
- 稲田交番（帯広市稲田町南8線西14-33）
- 駅前交番（帯広市西3条南12丁目8）
- 大空交番（帯広市大空町12丁目1-10）
- 大通交番（帯広市大通南21丁目6-1）
- 新緑通交番（帯広市西22条南4丁目1-6）
- 西帯広交番（帯広市西23条南1丁目70-1）
- 西五条交番（帯広市西5条南16丁目4-5）
- 西三条交番（帯広市西3条南7丁目1）
- 西十七条交番（帯広市西17条北1丁目1-16）
- 柏林台交番（帯広市西16条南2丁目11-9）
- 東四条交番（帯広市東4条南9丁目19）
- 緑ヶ丘交番（帯広市緑ヶ丘東通東47-1）
- 川西駐在所（帯広市川西町基線57-35）
- 大正駐在所（帯広市大正本町西1条2丁目1）
- 帯広空港派出所（帯広市泉町西9線中8-41 帯広空港1階）

### 音更町
- 音更交番（河東郡音更町大通11丁目3-5）
- 木野交番（河東郡音更町木野大通東7丁目1）
- 駒場駐在所（河東郡音更町駒場北1条通2丁目2）
- 十勝川温泉駐在所（河東郡音更町十勝川温泉南12丁目1）

### 上士幌町
- 上士幌駐在所（河東郡上士幌町東3線237）
- 糠平駐在所（河東郡上士幌町字ぬかびら源泉郷南区12）

### 士幌町
- 士幌駐在所（河東郡士幌町字西2線160-59）
- 中士幌駐在所（河東郡士幌町字中士幌西2線77）

### 幕別町
- 札内交番（中川郡幕別町札内中央町487）
- 幕別駐在所（中川郡幕別町宝町53-1）
- 忠類駐在所（中川郡幕別町忠類白銀町165-1）
- 糠内駐在所（中川郡幕別町字五位373）

### 芽室町
- 芽室交番（河西郡芽室町東3条2丁目17）
- 上美生駐在所（河西郡芽室町字上美生4線32-2）

### 更別村
- 更別駐在所（河西郡更別村字更別南1線91-129）

### 中札内村
- 中札内駐在所（河西郡中札内村大通北1丁目15）

## その他
- 2009年から地域課長を3人配置をして3交替制勤務とした。
- 2010年から機能強化を図るため各課の統合を行い、課長に警視を充て、その下に警部の統括官を配置した。
- 2012年から各課の統括官を課長代理に改称した。